# Municipio de Soyaniquilpan de Juárez
El municipio de Soyaniquilpan de Juárez es uno de los 125 municipios del Estado de México, México, limita con el municipio de Jilotepec al norte, oeste y sur, y con el Estado de Hidalgo al norte y al este.

## Nombre
La etimología del municipio viene del náhuatl formándose de las palabras, Tzatzayani, que significa se rompe, quilit, que significa Yerba, atl o agua y pan que quiere decir en. Con este origen el significado más aceptado para Soyaniquilpan es Lugar de agua donde la yerba se rompe. El nombre de Juárez se agregó posteriormente al nombre recordando la noche del 10 de julio de 1867 cuando el entonces presidente de México, Benito Juárez pasó la noche en el pueblo de San José.

## Vías de comunicación
Soyaniquilpan está comunicado con la carretera México-Querétaro y actualmente con la autopista Arco Norte de la Ciudad de México y con Jilotepec por una carretera estatal que conecta con los municipios de Chapa de Mota, San Andrés Timilpan, Villa del Carbón, Atlacomulco, Ixtlahuaca, Jocotitlan, San Bartolo Morelos y la capital mexiquense Toluca.
Se puede llegar en autobús desde la central del Norte Con rumbo a Jilotepec, Querétaro, Hidalgo, etc.

## Hidrografía
Existe un arroyo de caudal permanente llamado Arroyo Rosas, que se alimenta de los manantiales Ojo de Agua, El Quinte y El Capulín, que desemboca en la presa Endó de Tula, Hidalgo. También hay arroyos de época de lluvias: El Arroyo Mexicaltongo, Saucillo, El Payé, El Muite, Tinaja, El Salto, Chuparrosa, Arroyo Grande, Arroyo Chiquito y El Tecolote.
Los manantiales del municipio de Soyaniquilpan son: Ojo de Agua, El Capulín, Mexicaltongo, El Quinte y El Tepozán.
Entre las presas se pueden mencionar la Goleta, San Miguel Arco, Macua, La Tinaja, Julián Villagrán; bordos importantes como San Bartolo y el Bathé. Cuenta con los canales de riego de San Antonio y el de Guadalupe. Existen tres pozos de agua potable que satisfacen a la población de Soyaniquilpan que son: Pozo profundo Rancho Jesús María, El Fresno y Héroes de Carranza.

## Orografía
El municipio se localiza por dos grupos de cerros, al este se ubican los de San Agustín y San Francisco, con una altura de 350 y 400 metros de altura respectivamente; al oeste el de Los Caballos, con una altura de 400 metros sobre el nivel del mar.

## Fiestas y tradiciones populares
| Lugar                                 | Festividad |
| ------------------------------------- | --- |
| San Francisco Soyaniquilpan           | Esta festividad, que es la más grande del municipio, se celebra el 4 de octubre, en honor al Santo patrono San Francisco de Asís, durante la festividad se realiza una feria con diversas atracciones y actividades, en la que uno de sus principales atractivos es la venta de la nuez. |
| San Agustín Buenavista                | Se festeja la candelaria el 2 de febrero |
| San José Deguedo                      | Día de San José que se lleva a cabo el 19 de marzo |
| Vista Hermosa y San Isidro            | Festividades en honor de san Isidro Labrador |
| La Goleta                             | Festividad en honor al Sagrado Corazón el 16 de junio |
| San Juan Daxthí y San Juan del cuervo | Se efectúa el 24 de junio en honor de san Juan |
| Palos Altos                           | Se realiza el 17 de agosto venerando a Nuestra Señora del Rayo |
| San Agustín Buenavista                | Se festeja el 28 de agosto en honor al santo con el mismo nombre, santo patrono de la comunidad. |
| Divisadero fresno y Divisadero Zapata | Se festeja el 12 de diciembre en honor a la Virgen de Guadalupe. |

## Actividades económicas
Las tierras que están en la jurisdicción de Soyaniquilpan presentan las siguientes características: ligeramente ácido; pobre en nitrógeno, fósforo, potasio, calcio; su textura se clasifica como arcillo-arenoso; son útiles para la práctica agrícola.

## Música
El Instituto Mexiquense de Cultura, a través de la Casa de Cultura de Jilotepec, organiza grupos de jóvenes y niños para impartirles talleres de música y danza, siendo común su presentación en diversas festividades escolares y en actos sociales promovidos por el ayuntamiento.